# 亀田八幡宮
亀田八幡宮（かめだはちまんぐう）は、北海道函館市八幡町にある神社。旧社格は郷社。祭神は誉田別命。

## 歴史

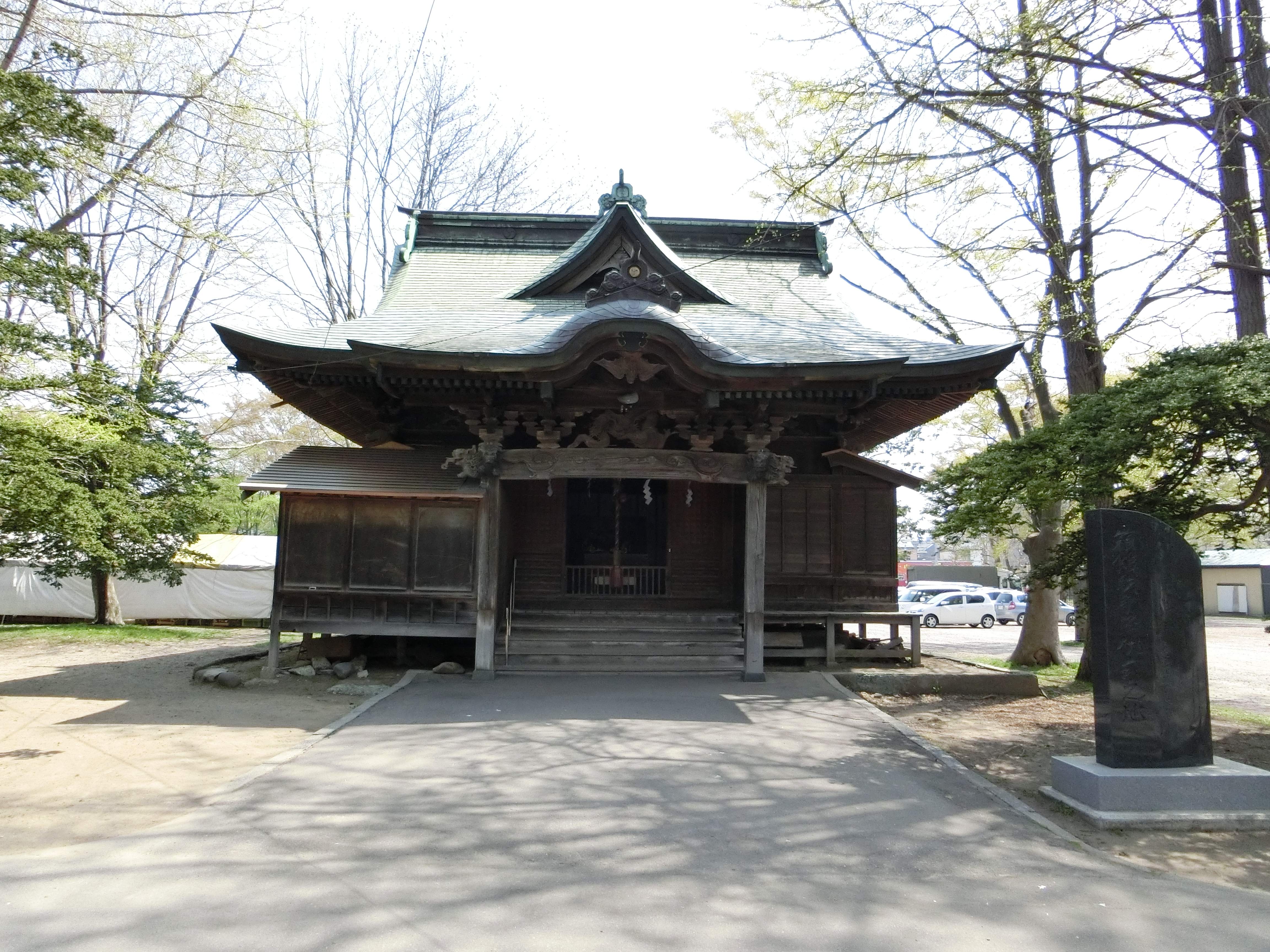
神輿殿（旧本殿）。手前右に立つのは「箱館戦争降伏式之地」記念碑。

創建年は諸説あり、松前藩の記録『福山秘府』によれば「時期不明」とあり、1690年（元禄3年）の神社調では「今から100年前くらいからある」となっている。一方、神社の由緒では、1390年（明徳元年）、河野加賀守森幸が氣比神宮から八幡神を奉遷したと伝わる。なお北海道神社庁では、奉遷したのは越前国の笠原右源太としている。
コシャマインの戦いの際、武田信広が祈願したところ、七重浜に生えていた柏が軍勢に見えたため、アイヌが降伏したとの伝説がある。その後、1594年（文禄3年）に松前藩の祈願所となり、1603年（慶長8年）に松前盛広により本殿が建立された。 
1847年（弘化3年）、松前藩の箱館奉行であった工藤茂五郎により石造の鳥居が奉納される。1862年（文久2年）、社殿を改築。この社殿は1964年（昭和39年）に現社殿が建立された際に移設され、現在は神輿殿として使われており、現存する函館最古の建物である。
1869年（明治2年）5月の箱館戦争で戦場となり、社務所が焼かれ神輿殿には弾痕が残る。同年5月17日には、榎本武揚らが近くの民家で新政府軍と降伏交渉を行った後、本神社を訪れ、降伏を誓約した。明治初期には函館八幡宮と「崇敬社」の社号を巡って対立したが、開拓使により街の中心にあり氏子数も多い函館八幡宮が崇敬社と定められる。1876年（明治9年）、郷社に指定された。

## 境内外末社
- 函館薬祖神社 - 祭神は少彦名神
- 亀田稲荷神社 - 祭神は宇迦之魂神

## アクセス
函館バス「宮前町」徒歩5分。